# Argetoaia
Argetoaia es una comuna ubicada en el distrito de Dolj, Rumania.

## Superficie
Posee una superficie de 84,17 kilómetros cuadrados.

## Demografía
Hasta 2021 la población era de 4331 habitantes, con una densidad de población de 51,46 habitantes por kilómetro cuadrado.